# Джошуа Блох
Джошуа Блох(англ. Joshua Bloch; нар. 28 серпня 1961; Саутгемптон, штат Нью-Йорк) — програмний інженер, колишній співробітник Sun Microsystems та Google, розробник технологій програмування. Керував проектуванням та імплементацією частин платформи Java включаючи бібліотеку Collections, пакет java.math та механізм assert. Автор підручника-бестселера Effective Java та співавтор двох інших популярних книг з мови програмування Java: Java Puzzlers (2005) та Java Concurrency In Practice (2006).
Блох працював старшим системним дизайнером в Transarc і пізніше, як визначний інженер в Sun Microsystems. В червні 2004 Блох залишив Sun та став головним архітектором Java в Google.
В грудні 2004, спеціалізоване видання Java Developer's Journal включила Джошуа Блох в рейтинг «Top 40 Software People in the World» (40 найкращих розробників світу)
3 серпня 2012 Блох анонсував, що покидає роботу в Google.